# Ordinary Heroes
Ordinary Heroes è il l'undicesimo album del musicista britannico Howard Jones, pubblicato dall'etichetta discografica di proprietà di Jones, dTox Records il 9 novembre 2009.

## Tracce
1. Straight Ahead (Howard Jones, Cori Josias) - 4:13
2. Say it Like You Mean it (Jones, Josias) - 3:35
3. Someone You Need (Jones, Duncan Sheik, Martha Schuyler Thompson) - 3:31
4. Collective Heartbeat (Jones) - 3:48
5. Fight On (Jones) - 4:06
6. Even If I Don't Say (Jones, Josias) - 3:50
7. Ordinary Heroes (Jones, Josias) - 4:33
8. You Knew Us So Well (Jones) - 4:55
9. Love Never Wasted (Jones) - 4:48
10. Soon You'll Go (Jones, Josias) - 4:38